# 小空竹
小空竹（学名：Cephalostachyum pallidum）为禾本科空竹属下的一个种。